# Арнулф II (Бавария)
Арнулф II (на немски: Arnulf II., * 913, † 22 юли 954 г. при Регенсбург) от род Луитполдинги е пфалцграф в Бавария от 938 г.
Той е вторият син на починалия през 937 година баварски херцог Арнулф I Лошия и на Юдит от Фриули (Унруохинги), дъщеря на Еберхард († сл. 889), граф на Юлихгау, и Гизела (дъщеря на граф Валтфред от Верона). По бащина линия той е внук на маркграф и херцог Луитполд († 907) и на Кунигунда Швабска († 915), която през 913 г. се омъжва за крал Конрад I (Конрадини).
След смъртта на баща му на 14 юли 937 г. херцогството Бавария е наследено от по-големия му брат Еберхард. Сестра му Юдит Баварска е омъжена за херцог Хайнрих I
През 937 – 938 г. той е на страната на брат си Еберхард в конфликтите му за правата му в Бавария с Ото I. Ото побеждава бунтуващите се братя в два похода, изгонва Еберхард, и номинира техния чичо Бертхолд за херцог. Арнулф успява да избяга в Каринтия, където фамилията му има голяма подарена собственост. След като се подчинява на Ото, той е помилван още през 938 г. и Ото го поставя на новосъздадената служба пфалцграф в Бавария и с управлението на имперските имоти в Бавария.
След смъртта на Бертхолд през 948 г. новопоставеният херцог, зет му херцог Хайнрих I прави Арнулф през 953 за свой щатхалтер в Бавария, когато тръгва против бонтуващите, неговият племенник и императорски син херцог Лиудолф от Швабия заедно със зет му херцог Конрад Червения от Лотарингия. Лиудолф е окупирал Майнц. В тази ситуация Арнулф въстава с неговия син Бертхолд, с неговия брат Херман и с неговия братовчед Херолд, архиепископът на Залцбург, против изместването на фамилията му от херцогската служба от крал Ото и се съюзява с Лиудолф. Арнулф изявява своите наследствени искания против своята сестра Юдит и своя зет Хайнрих, иска херцгството за себе си, присъединява се към Лиудолфингийското въстание (юли 953 – 1 май 955), и признава Лиудолф като крал.
Той успява бързо да завладее голяма част от Бавария. През декември 953 г. той завладява Аугсбург и обсажда верния на краля аугсбургски епископ Улрих в Кастел Швабмюнхен. Там той обаче е победен на 6 февруари 954 г. от дошллите на помощ на Улрих графове Дитполд от Дилинген и Адалберт от Мархтал, при което брат му Херман († 954) попада в плен.
Когато малко след това унгарците, грабейки нахлуват в Бавария, въстаниците сключват временно примирие до 15 юни 954 г. с крал Ото. На Райхстага в Лангенцен при Фюрт на 16 юни 954 г. повечето от тя се подчиняват, между тях също херцог Конрад Червения от Лотарингия, обаче не Лиудолф и Арнулф, които маршируват към Регенсбург. Там те могат да обкражат Ото и го обсаждат. На 22 юли 954 г. пфалцграф Арнулф пада убит пред Регенсбург в битка с войската на маркграф Геро от Саксония. Лиудолф успява да избяга в Сувелдун, където Ото е на лов. Той пада там в краката на баща си Ото и го моли за прошка. През 955 г. Ото ослепява архиепископ Херолд.
На 1 май 955 г. Лиудолфингийското въстание е потушено с битката при Мюлдорф на Ин. Архиепископ Херолд от Залцбург († сл. 967) е затворен и след това ослепен от херцог Хайнрих и заточен в Зебен.
Арнулф (според историка Карл Босл) е построил през 940 г. замъка Шайерн. Неговите (вероятни) наследници там се наричат по-късно графове на Шайерн и стават прародити на шайернските, по-късно вителсбахски пфалцграфове на Бавария.

## Семейство
Арнулф се жени с жена с неизвестно име, вероятно от Швабия. Към нейната зестра е Райзенсбург при Гюнцбург. Те имат децата:
- Бертхолд Райсенсбургски (* 930, † 999), пфалцграф в Бавария 955 – 976, граф на Гайзенфелд и Васербург
- дъщеря, ∞ Мегинхард I, граф на Мангфал